# Marian Podziewski
Marian Tadeusz Podziewski (ur. 8 września 1955 w Gołdapi) – polski samorządowiec, w latach 2007–2015 wojewoda warmińsko-mazurski.

## Życiorys
Ukończył studia z zakresu zarządzania i marketingu na Wydziale Humanistycznym Akademii Podlaskiej w Siedlcach oraz Podyplomowe Studia Prawno-Samorządowe w Polskiej Akademii Nauk.
W 1979 został kierownikiem zakładu w Przedsiębiorstwie Gospodarki Komunalnej i Mieszkaniowej w Gołdapi. Od 1986 kierował Rejonowym Ośrodkiem Działania w Komitecie Wojewódzkim Zjednoczonego Stronnictwa Ludowego w Suwałkach. Członkiem ZSL był do rozwiązania partii w 1990, następnie przystąpił do Polskiego Stronnictwa Ludowego. W latach 1998–2007 pełnił funkcję wiceburmistrza Gołdapi. W latach 2002–2006 był prezesem zarządu powiatowego Ochotniczej Straży Pożarnej. W wyborach parlamentarnych w 2005, 2007, 2011 i 2015 kandydował do Sejmu z list PSL.
29 listopada 2007 został powołany na stanowisko wojewody warmińsko-mazurskiego. 12 grudnia 2011 premier Donald Tusk ponownie powierzył mu funkcję wojewody. W grudniu 2014 nie zdecydował się na objęcie zwolnionego mandatu posła. 8 grudnia 2015 zakończył sprawowanie urzędu wojewody. We wrześniu 2016 został doradcą marszałka województwa warmińsko-mazurskiego Gustawa Marka Brzezina, a w grudniu 2017 objął stanowisko zastępcy dyrektora Departamentu Kultury Urzędu Marszałkowskiego Województwa Warmińsko-Mazurskiego w Olsztynie, które zajmował do lipca 2018. Został następnie dyrektorem Zakładu Przyrodoleczniczego komunalnej spółki Przedsiębiorstwo Wodociągów i Kanalizacji w Gołdapi.
W wyborach samorządowych w 2018 uzyskał z listy KWW Nasza Gołdap mandat radnego powiatu gołdapskiego. W październiku 2019 zrezygnował z mandatu radnego powiatu. Doszło do tego wkrótce po tym, jak według informacji mediów miał uderzyć samochodem w drzewo, prowadząc pojazd w stanie nietrzeźwości.

## Odznaczenia
- Złoty Krzyż Zasługi (2002)[11]
- Złota Odznaka „Zasłużony dla Ochrony Przeciwpożarowej” (2009)[12]
- Odznaka honorowa „Za Zasługi dla Ochrony Środowiska i Gospodarki Wodnej” (2011)[13]
- Złoty Medal za Zasługi dla Straży Granicznej (2009)[14]